# Maria Hochhaus

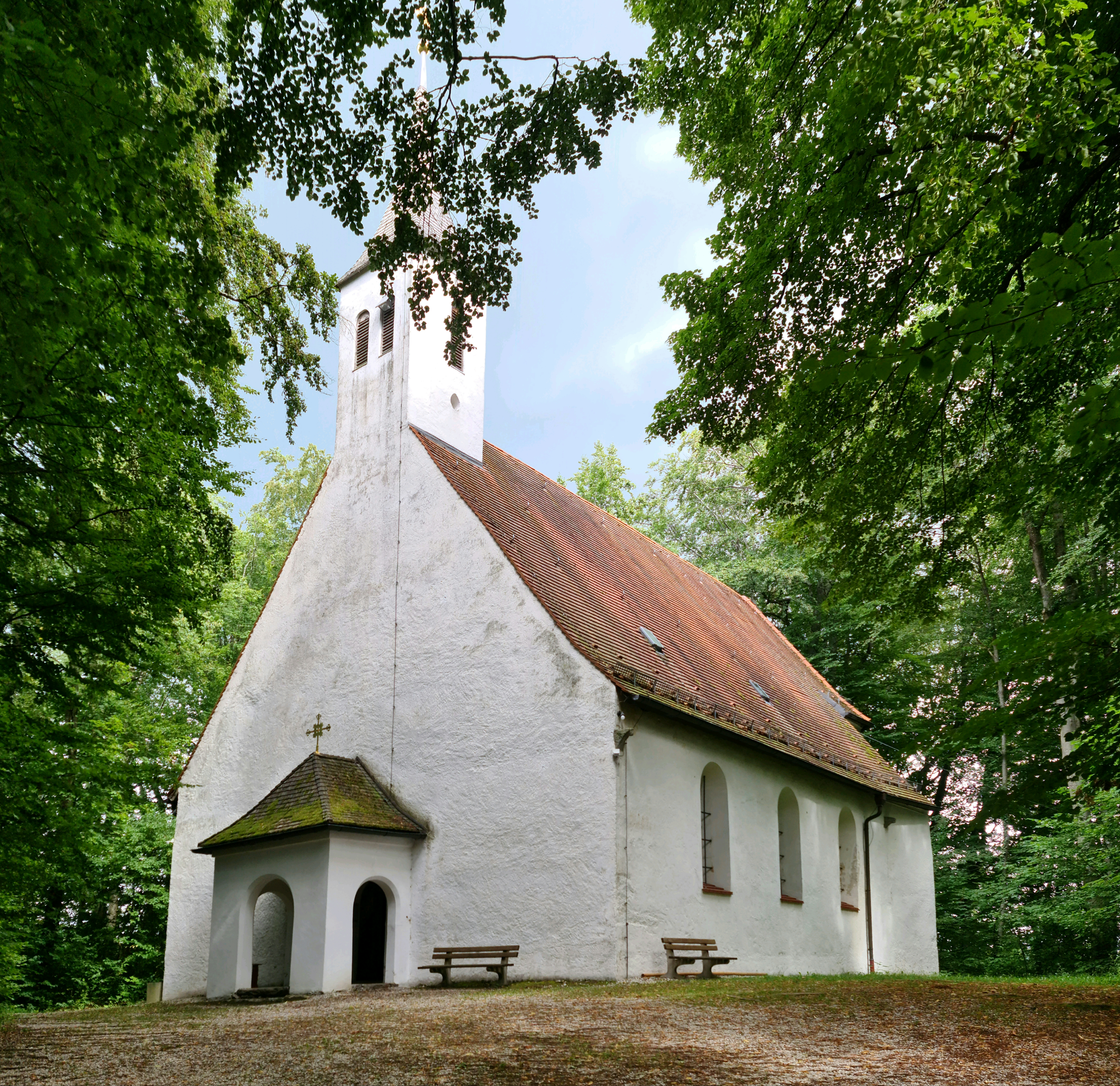
Kirche Mariä Heimsuchung in Hochhaus

Innenraum

Die Wallfahrtskirche Maria Hochhaus liegt in Hochhaus in der Gemeinde Rechtmehring im oberbayerischen Landkreis Mühldorf am Inn.

## Geschichte
Hochhaus wurde um das Jahr 1130 erstmals in Zusammenhang mit einer Schenkung an das Kloster Gars erwähnt. Die katholische Filialkirche St. Mariä Heimsuchung wurde im 12./13. Jahrhundert über dem etwas abseits gelegenen, bewaldeten Burgstall erbaut. Die Kirche in Hochhaus wird in der Konradinischen Matrikel aus dem Jahr 1315 neben 14 anderen Kirchen als Filialort von Kirchdorf bei Haag erstmals erwähnt. Mit Übergang des Kirchenpatronats an die Grafschaft Haag kam im Jahr 1380 die Kirche an die Pfarrei Rechtmehring.
Die Inneneinrichtung verfügt über einen Hochaltar aus dem späten 17. Jahrhundert mit spätgotischer Muttergottes um 1500.
Die Kirche ist auch heute noch eine beliebte Marienwallfahrtskirche.

## Baubeschreibung
Die Kirche ist in der Liste der Baudenkmäler in Rechtmehring des Bayerischen Landesamtes für Denkmalpflege gelistet:
Wallfahrtskirche Maria Hochhaus: Katholische Filial- und Wallfahrtskirche, flacher Rechtecksaal aus Bruchsteinmauerwerk mit eingezogenem gotischem Chor und Dachreiter, um 1500 über romanischen Langhausmauern erbaut, später verändert; mit Ausstattung.